# Terræn
Terræn er jordoverfladen eller en bestemt del af denne med alle derpå værende genstande. Udtrykket terræn anvendes i militærsproget ofte i modsætning til eksercerplads og skydebane, idet man taler om øvelser i terræn, hvorved forstås øvelser uden for de sædvanlige øvelsespladser. Terræn har gennem sin form og beskaffenhed den allerstørste indflydelse på al krigsførelse og må tages med i beregning ved enhver militær operation. Terræn repræsenterer en styrke, som kommer den til gode, der forstår at drage sig den fordel, som terrænforholdene frembyder, til nytte. Terræns betydning i taktisk forstand beror på overskuelighed, fremkommelighed og på dets indflydelse i henseende til at begunstige eller hemme egen eller fjendens ildvirkning.